# Rodolfo Giovanni d'Asburgo-Lorena
Rodolfo Giovanni Giuseppe Ranieri d'Asburgo-Lorena (Firenze, 8 gennaio 1788 – Baden, 24 luglio 1831) è stato un cardinale e arcivescovo cattolico austriaco.

## Biografia

### I primi anni, la musica ed il mecenatismo di Beethoven
Nacque a Firenze l'8 gennaio 1788, ultimogenito del granduca Pietro Leopoldo di Asburgo-Lorena (futuro imperatore Leopoldo II).
Nel 1803 o 1804, Rodolfo aveva iniziato a prendere lezioni di pianoforte da Ludwig van Beethoven. Tra i due nacque un rapporto di stima e profonda amicizia ed il cardinale divenne uno dei maggiori sostenitori e patroni del compositore. L'Arciduca era un pianista provetto e a dimostrare ciò basta osservare quante opere scritte per pianoforte Beethoven gli dedicò, ma fu anche un discreto compositore. Il Titano di Bonn appose la sua dedica per l'allievo-amico ad un numero molto elevato delle proprie composizioni, tra cui il Concerto op.58 e op.73, la Sonata op. 81a detta Les adieux, il Trio per pianoforte Op.97 detto dell'Arciduca, ma soprattutto quello che a buon diritto si può considerare uno dei più grandi capolavori del compositore (di argomento sacro e di genere vocale, quindi non squisitamente strumentale): la Missa solemnis. Questa grandiosa opera nelle intenzioni del suo autore doveva, almeno all'inizio, essere utilizzata in forma liturgica in occasione dell'intronizzazione, il 24 marzo 1819, dell'Arciduca Rodolfo nella Cattedra Arcivescovile di Olomouc. L'opera crebbe però a dismisura e divenne ben presto evidente che non avrebbe potuto essere utilizzata durante la Messa di intronizzazione, ma il compositore era ormai preso da un tale furore creativo che l'opera venne alla luce solo nel 1823, più di quattro anni dopo la cerimonia per la quale era stata concepita. Solo allora Beethoven la poté consegnare all'amico Cardinale. Il carteggio intercorso fra i due è oggi conservato presso la Società degli Amici della Musica (Gesellschaft der Musikfreunde) di Vienna. 
Poco nota, interessante, ma parzialmente errata è la seguente notizia: "... Le sue opere autografe, comprese in sessantadue volumi, e corrette da lui stesso, nel 1839 furono lasciate in testamento dal generoso protettore del grande maestro, l'arciduca cardinale Rodolfo, alla società veronese de' Filarmonici." Nel 1839 l'Arciduca era già morto da otto anni, pertanto la data è da rifiutare, e la veridicità di tale informazione andrebbe pertanto controllata dagli studiosi beethoveniani.

### La carriera ecclesiastica e l'elevazione al cardinalato
Avviato alla carriera ecclesiastica, il 19 marzo 1805 ricevette la cresima e contemporaneamente le insegne dello status clericale, unitamente agli ordini minori. Il 24 giugno 1805 venne eletto coadiutore dell'arcivescovo di Olomouc e divenne membro del capitolo di quella cattedrale, sebbene l'arcivescovo titolare, il cardinale Maria-Thaddeus von Trauttmansdorf Wiensberg, morì solo sei anni più tardi, periodo dopo il quale Rodolfo decise di tornare allo stato laicale. Tornò a ricoprire incarichi ecclesiastici nel 1819 quando i canonici della cattedrale di Olomouc lo nominarono arcivescovo. In quello stesso anno, papa Pio VII lo elevò al rango di cardinale nel concistoro del 4 giugno, concedendogli il titolo di San Pietro in Montorio, che gli venne recapitato con la berretta cardinalizia dal nunzio apostolico a Vienna, il 28 settembre di quello stesso anno. Il 22 agosto 1819 intanto ricevette il suddiaconato ed il diaconato il 24 agosto. Fino alla nomina del cardinale Benedetto Colonna Barberini di Sciarra è stato il porporato italiano più giovane.
Venne ordinato sacerdote il 29 agosto 1819 e ricevette la consacrazione episcopale il 26 settembre di quello stesso anno a Vienna, per mano di Sigismund Anton von Hohenwart, arcivescovo di Vienna, assistito da Andreas Alois Ankwicz, arcivescovo di Leopoli, e da Alois Joseph Krakowsky von Kolowrat, vescovo di Hradec Králové. Fece il suo ingresso solenne in diocesi il 9 marzo 1820.

### Gli ultimi anni
Pur essendo un cardinale elettore,  non partecipò ai conclavi che videro eletti Leone XII, Pio VIII e Gregorio XVI.
Morì il 24 luglio 1831 a Baden, all'età di 43 anni. Il suo cuore è custodito nella cattedrale di Olomouc, dedicata a San Venceslao, mentre il corpo è sepolto nella Cripta dei Cappuccini di Vienna, assieme agli altri membri della dinastia degli Asburgo  e successivamente, dopo il matrimonio di Maria Teresa d'Asburgo con l'Imperatore Francesco Stefano di Lorena, della dinastia degli Asburgo-Lorena.

## Genealogia episcopale e successione apostolica
La genealogia episcopale è:
- Cardinale Scipione Rebiba
- Cardinale Giulio Antonio Santorio
- Cardinale Girolamo Bernerio, O.P.
- Arcivescovo Galeazzo Sanvitale
- Cardinale Ludovico Ludovisi
- Cardinale Luigi Caetani
- Cardinale Ulderico Carpegna

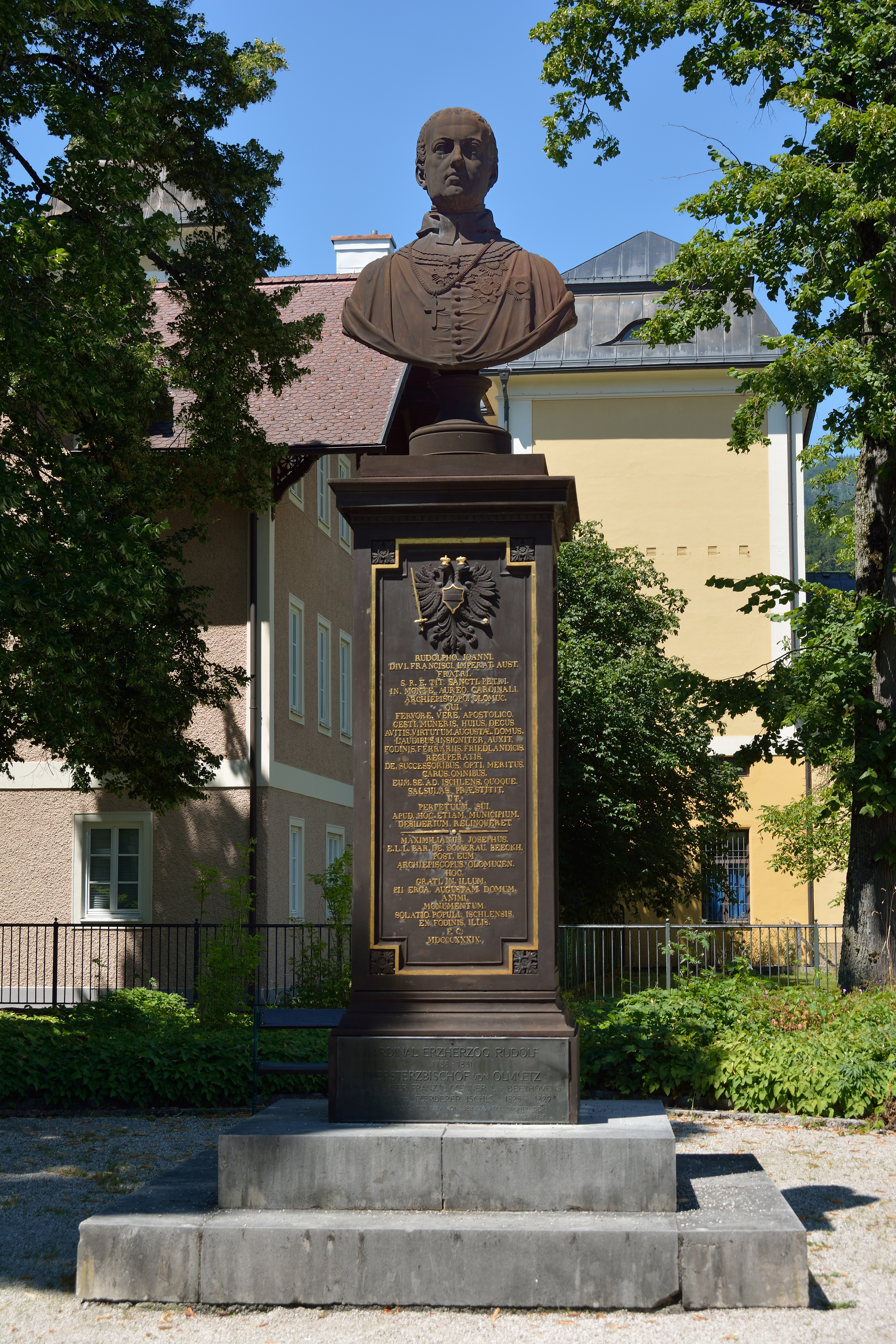
Monumento a Rodolfo in Bad Ischl

- Cardinale Paluzzo Paluzzi Altieri Degli Albertoni
- Cardinale Flavio Chigi
- Papa Clemente XII
- Cardinale Giovanni Antonio Guadagni, O.C.D.
- Cardinale Cristoforo Migazzi
- Arcivescovo Michele Leopoldo Brigido
- Arcivescovo Sigismund Anton von Hohenwart, S.I.
- Cardinale Rodolfo Giovanni d'Asburgo-Lorena

La successione apostolica è:
- Vescovo Grzegorz Tomasz Ziegler, O.S.B. (1822)

## Ascendenza
|                                   |                     |                                               | Genitori                                     |  |  | Nonni |  |  | Bisnonni           |  |  | Trisnonni         |  |
|                                   |                     |                                               |                                              |  |  |       |  |  | Leopoldo di Lorena |  |  | Carlo V di Lorena |  |
|                                   |                     |                                               |                                              |  |  |       |  |  | Leopoldo di Lorena |  |  | Carlo V di Lorena |  |
|                                   |                     | Eleonora Maria Giuseppina d'Austria           |                                              |  |  |       |  |  | Leopoldo di Lorena |  |  |                   |  |
| Francesco I di Lorena             |                     |                                               |                                              |  |  |       |  |  | Leopoldo di Lorena |  |  |                   |  |
|                                   |                     | Elisabetta Carlotta di Borbone-Orléans        | Filippo I di Borbone-Orléans                 |  |  |       |  |  |                    |  |  |                   |  |
|                                   |                     | Elisabetta Carlotta di Borbone-Orléans        | Filippo I di Borbone-Orléans                 |  |  |       |  |  |                    |  |  |                   |  |
|                                   |                     | Elisabetta Carlotta di Borbone-Orléans        | Elisabetta Carlotta del Palatinato           |  |  |       |  |  |                    |  |  |                   |  |
| Leopoldo II d'Asburgo-Lorena      |                     | Elisabetta Carlotta di Borbone-Orléans        |                                              |  |  |       |  |  |                    |  |  |                   |  |
|                                   |                     | Carlo VI d'Asburgo                            | Leopoldo I d'Asburgo                         |  |  |       |  |  |                    |  |  |                   |  |
|                                   |                     | Carlo VI d'Asburgo                            | Leopoldo I d'Asburgo                         |  |  |       |  |  |                    |  |  |                   |  |
|                                   |                     | Carlo VI d'Asburgo                            | Eleonora del Palatinato-Neuburg              |  |  |       |  |  |                    |  |  |                   |  |
| Maria Teresa d'Austria            |                     | Carlo VI d'Asburgo                            |                                              |  |  |       |  |  |                    |  |  |                   |  |
|                                   |                     | Elisabetta Cristina di Brunswick-Wolfenbüttel | Luigi Rodolfo di Brunswick-Lüneburg          |  |  |       |  |  |                    |  |  |                   |  |
|                                   |                     | Elisabetta Cristina di Brunswick-Wolfenbüttel | Luigi Rodolfo di Brunswick-Lüneburg          |  |  |       |  |  |                    |  |  |                   |  |
|                                   |                     | Elisabetta Cristina di Brunswick-Wolfenbüttel | Cristina Luisa di Oettingen-Oettingen        |  |  |       |  |  |                    |  |  |                   |  |
| Rodolfo Giovanni d'Asburgo-Lorena |                     | Elisabetta Cristina di Brunswick-Wolfenbüttel |                                              |  |  |       |  |  |                    |  |  |                   |  |
|                                   | Filippo V di Spagna | Luigi, il Gran Delfino                        |                                              |  |  |       |  |  |                    |  |  |                   |  |
|                                   | Filippo V di Spagna | Luigi, il Gran Delfino                        |                                              |  |  |       |  |  |                    |  |  |                   |  |
|                                   | Filippo V di Spagna | Maria Anna di Baviera                         |                                              |  |  |       |  |  |                    |  |  |                   |  |
| Carlo III di Spagna               | Filippo V di Spagna |                                               |                                              |  |  |       |  |  |                    |  |  |                   |  |
|                                   |                     | Elisabetta Farnese                            | Odoardo II Farnese                           |  |  |       |  |  |                    |  |  |                   |  |
|                                   |                     | Elisabetta Farnese                            | Odoardo II Farnese                           |  |  |       |  |  |                    |  |  |                   |  |
|                                   |                     | Elisabetta Farnese                            | Dorotea Sofia di Neuburg                     |  |  |       |  |  |                    |  |  |                   |  |
| Maria Ludovica di Borbone-Spagna  |                     | Elisabetta Farnese                            |                                              |  |  |       |  |  |                    |  |  |                   |  |
|                                   |                     | Augusto III di Polonia                        | Augusto II di Polonia                        |  |  |       |  |  |                    |  |  |                   |  |
|                                   |                     | Augusto III di Polonia                        | Augusto II di Polonia                        |  |  |       |  |  |                    |  |  |                   |  |
|                                   |                     | Augusto III di Polonia                        | Cristiana Eberardina di Brandeburgo-Bayreuth |  |  |       |  |  |                    |  |  |                   |  |
| Maria Amalia di Sassonia          |                     | Augusto III di Polonia                        |                                              |  |  |       |  |  |                    |  |  |                   |  |
|                                   |                     | Maria Giuseppa d'Austria                      | Giuseppe I d'Asburgo                         |  |  |       |  |  |                    |  |  |                   |  |
|                                   |                     | Maria Giuseppa d'Austria                      | Giuseppe I d'Asburgo                         |  |  |       |  |  |                    |  |  |                   |  |
|                                   |                     | Maria Giuseppa d'Austria                      | Guglielmina Amalia di Brunswick-Lüneburg     |  |  |       |  |  |                    |  |  |                   |  |
|                                   |                     | Maria Giuseppa d'Austria                      |                                              |  |  |       |  |  |                    |  |  |                   |  |